# آلة الضغط العالي

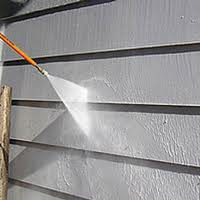
آلة غسيل بالضغط العالي.

آلة الغسيل بالضغط العالي هو جهاز يستخدم في التغسيل بدفع المياه بضغط عالٍ.

## اختراع
اخترع آلة الضغط العالي في عام 1950 من قبل ألفريد كارشير الذين تعرف على عمال التنظيف بالبخار بالجيش الأميركي خلال احتلال ألمانيا.وقد قام بتحسينها بإضافة الماء الساخن للحصول على نتائج أفضل للتنظيف.

## التشغيل
يضع الجهاز الماء تحت الضغط (ما بين 80 و 500 بار حسب الآلة) لضخها بسرعة عالية. قوة السائل المستخدم كالمياه لتطهير الأسطح الصلبة مثل الأرض أو الجدار التراب. يحدث الضغط من خلال نظام مضخة المكون من مكابس للتدخيل والتفريغ: أنها عادة ما تكون من النحاس الأصفر لتجنب خطر الأكسدة والاختلال والضيفي.

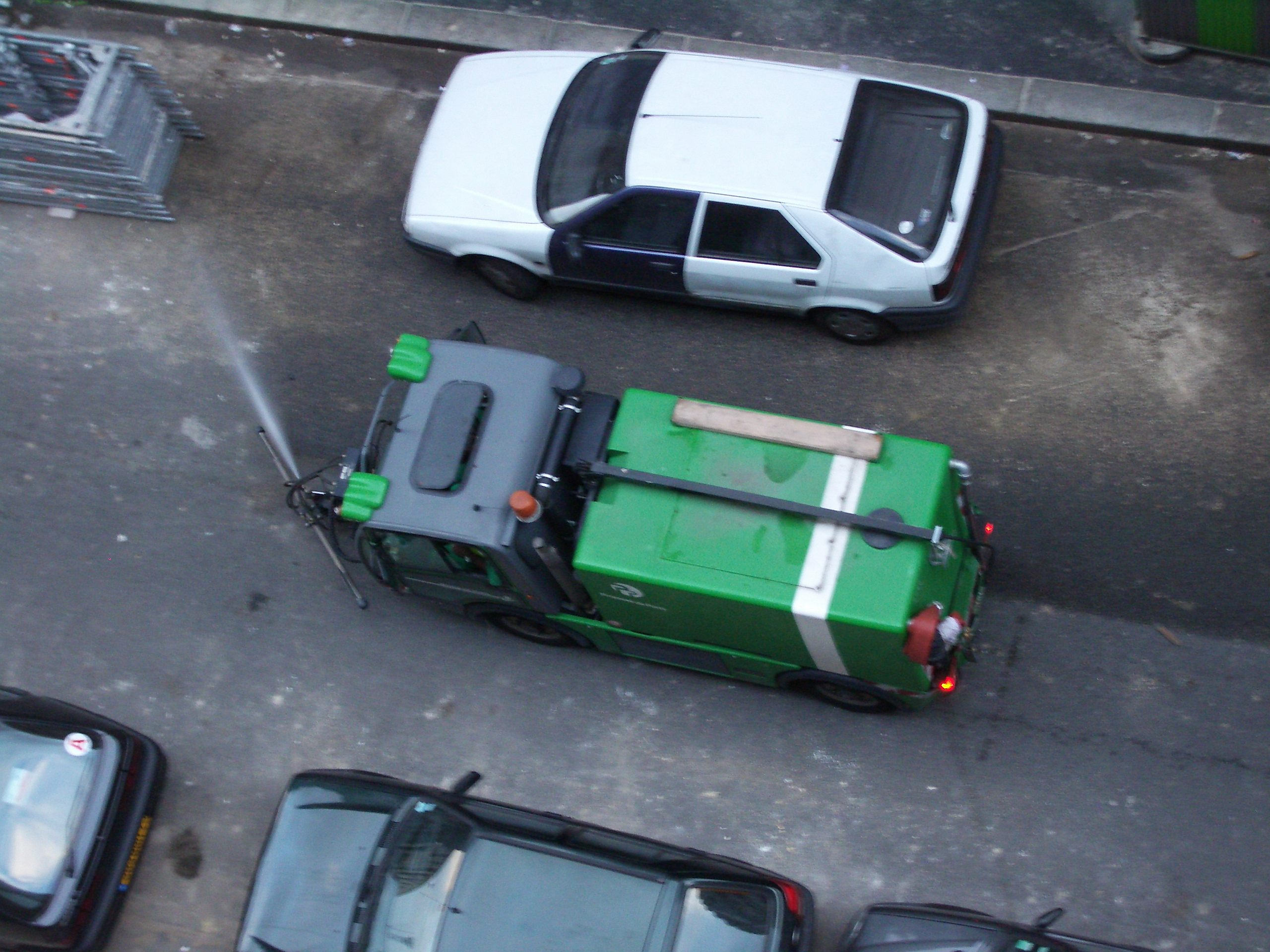
آلة الضغط العالي تستعمل لتنظيف شوارع باريس.
آلة الضغط العالي تستعمل لتنظيف هيكل قارب.
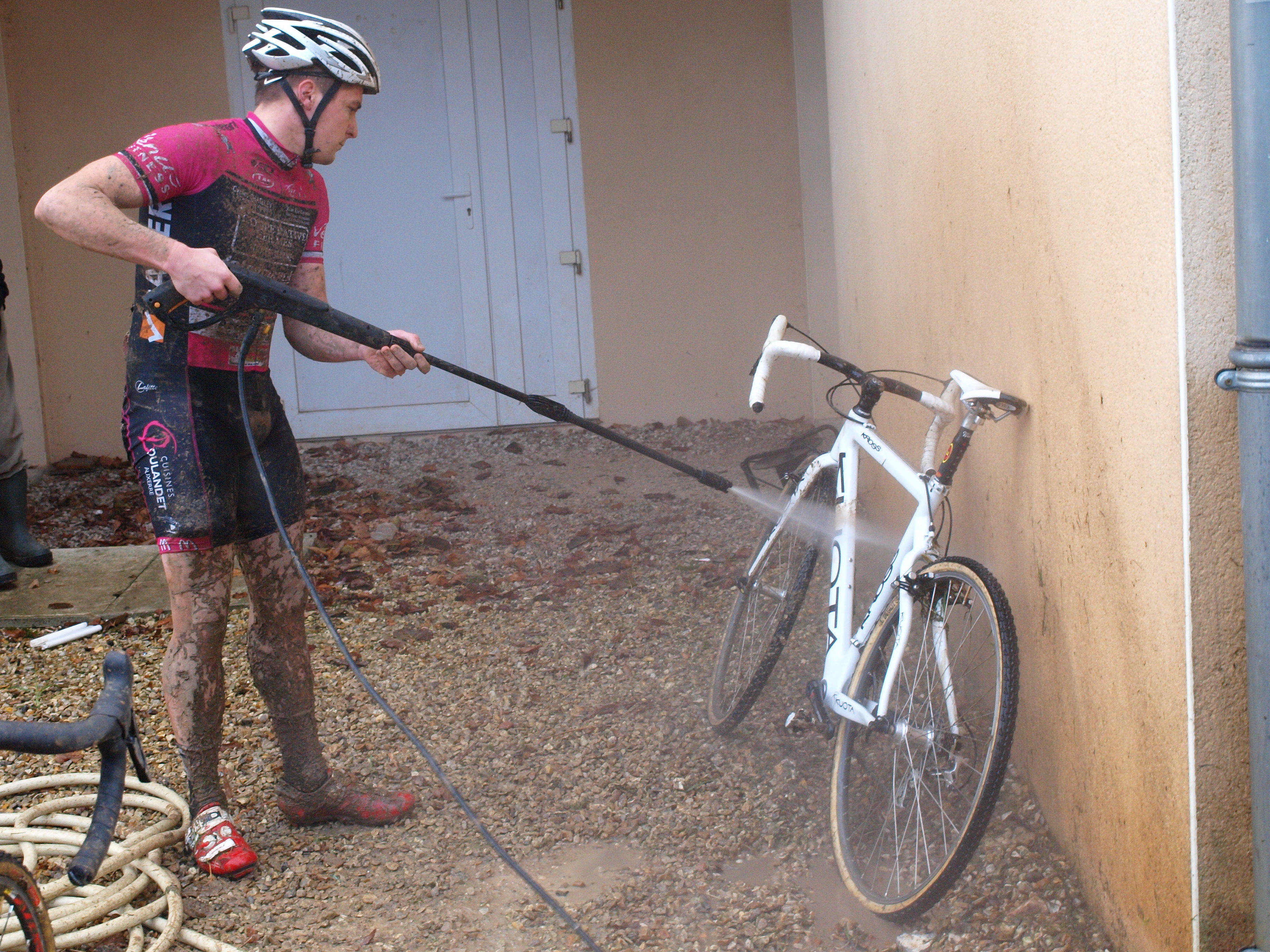
آلة الضغط العالي تستعمل لتنظيف دراجة.
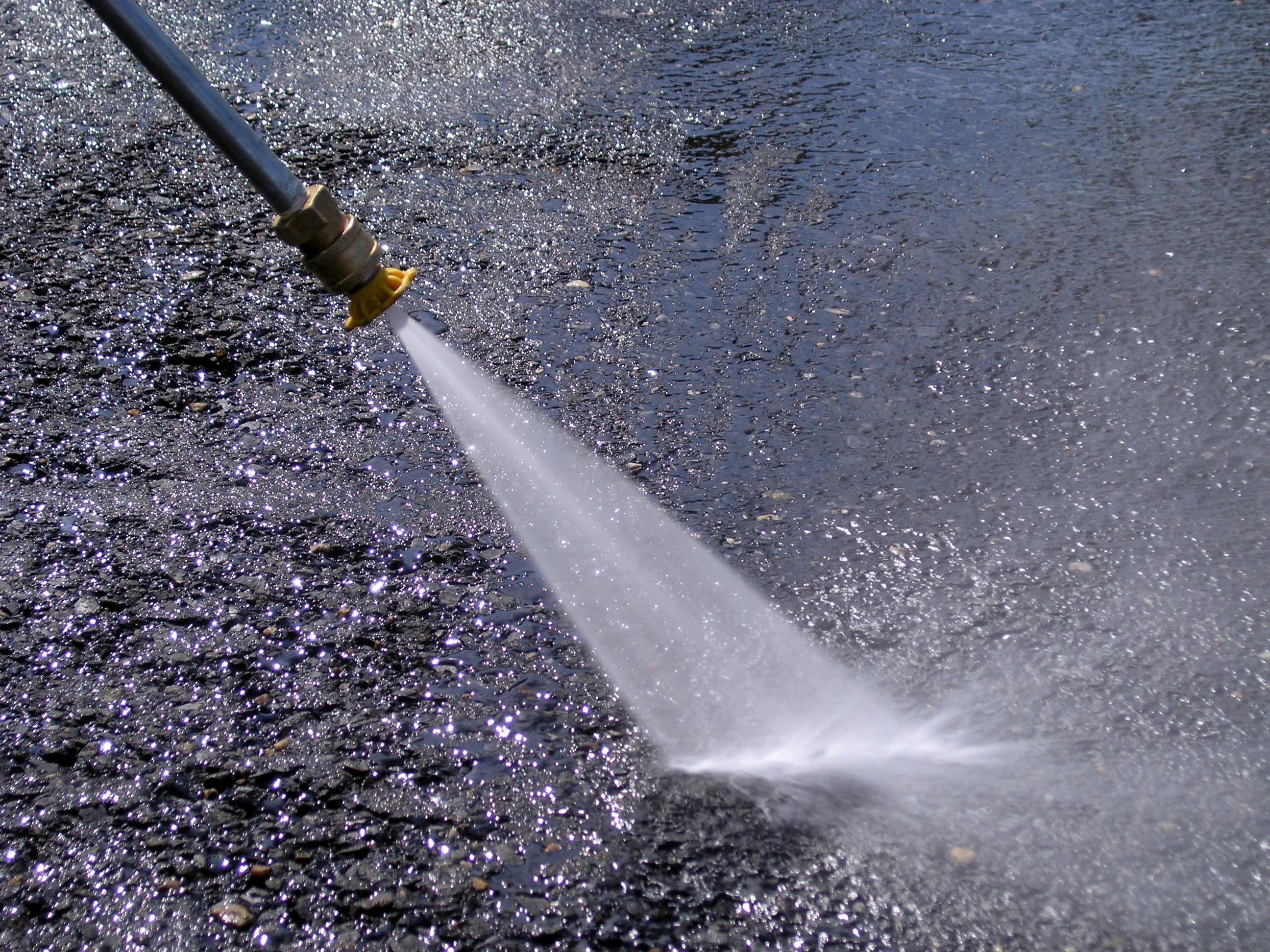
آلة الضغط العالي تستعمل لتنظيف الطريق من الزيوت.